# José Echenique (cestista)
José Echenique (Caracas, 28 novembre 1965) è un ex cestista venezuelano.
È il padre di Gregory Echenique.

## Carriera
Con il Venezuela ha disputato i Campionati mondiali del 1990.